# Castle Freeman
Castle Freeman, Jr. (* 26. November 1944 in San Antonio, Texas) ist ein amerikanischer Schriftsteller. Er lebt in Vermont und schreibt hauptsächlich über das ländliche Neuengland und seine Bewohner. In deutscher Sprache bekannt sind der Roman Männer mit Erfahrung sowie die Trilogie um Sheriff Lucian Wing Auf die sanfte Tour, Der Klügere lädt nach und Herren der Lage.

## Leben
Castle Freeman wurde in San Antonio, Texas, geboren, wo sein Vater während des Zweiten Weltkriegs stationiert war. Er wuchs in Chicago auf und besuchte die Columbia University in New York. Im Jahr 1972 zog er mit seiner Ehefrau in die südöstliche Ecke von Vermont, wo er das Thema fand, das ihn seither als Schriftsteller beschäftigt: das ländliche Neuengland und seine Bewohner. Das dort vorherrschende Lebensgefühl betrachtet er als Hauptquelle seiner kreativen Energien. Freeman lebt in der Kleinstadt Newfane.
Im Laufe seiner Karriere arbeitete Freeman als Redakteur und Korrektor sowohl für Buch- als auch Zeitschriftenverlage. Er verfasste Essays, Reportagen, Kommentare und Sachtexte im Bereich der Geschichte und Naturgeschichte. Regelmäßig schrieb er für diverse Zeitschriften, darunter The Old Farmer’s Almanac (1982–2011), Harrowsmith Country Life Magazine (1992–93) und Vermont Life Magazine (2009–2013). Für die Townshend Historical Society schrieb er eine Stadtgeschichte über die Kleinstadt Townshend in Vermont.

## Romane

### Männer mit Erfahrung
Männer mit Erfahrung (im Original 2008 als Go With Me veröffentlicht) wurde laut Wolfgang Höbel „ein Überraschungserfolg bei Kritikern und Lesern“. Verglichen mit Freemans vorigen Veröffentlichungen geht er stärker in Richtung eines literarischen Thrillers. Die Geschichte, in der sich eine unbeugsame Frau und zwei unzulängliche Helfer – ein starker, aber naiver Junge und ein alter, aber ausgebuffter Tagedieb – auf den scheinbar aussichtslosen Weg machen, einem Provinzganoven, der die ganze Gegend terrorisiert, das Handwerk zu legen, beschreibt Hans Jörg Wangner als eine moderne Version der Geschichte von David und Goliath. Kommentiert wird der ungleiche Kampf von vier lakonischen alten Männern, deren trockene Dialoge gegen die Handlung geschnitten sind.
Rainer Schaper klassifiziert den Roman als „moderner Western“, der in seiner Atmosphäre an Filme wie Fargo oder Twin Peaks erinnert. Wie nebenbei erzählt er auch vom Niedergang Amerikas und bietet „ein spannendes Porträt der US-Gesellschaft in Zeiten der Trump-Wahl“. Wolfgang Höbel liest ein „komisches und mitreißend erzähltes Katastrophendrama“, das eine „gründlich verkommene, urtümliche Welt“ zeigt und dabei „den schönsten Traditionen der amerikanischen Erzählkunst“ folgt. Ulrich Greiner entdeckt „ein höchst lesbares und lesenswertes Capriccio“ eines ihm zuvor unbekannten Autors: „pfiffig gemacht und bleibt im Gedächtnis“.
Eine Verfilmung des Romans unter dem Titel Blackway – Auf dem Pfad der Rache kam im Jahr 2016 in die Kinos. Die Hauptrollen spielten Anthony Hopkins, Julia Stiles, Ray Liotta, Alexander Ludwig, Lochlyn Munro und Hal Holbrook. Regie führte Daniel Alfredson. Christian Brückner las den Roman als Hörbuch ein. Der Südwestrundfunk produzierte 2018 eine Hörspielversion (Bearbeitung und Regie: Irene Schuck) mit Meike Droste, Walter Renneisen, Stefan Haschke u. a.

### Auf die sanfte Tour
Auf die sanfte Tour (All That I Have, 2009) macht Lucian Wing seine Arbeit als Sheriff in Brattleboro im ländlichen Vermont, was bedeutet, er lässt den Dingen eher ihren Lauf als zu intervenieren. Auf die Probe gestellt wird seine Berufsauffassung durch Neuankömmlinge, Russen, die offensichtlich dem organisierten Verbrechen zuzurechnen sind. Als bei einem Einbruch ihr Tresor gestohlen wird, setzen sie alle Hebel in Bewegung, den brisanten Inhalt zurückzuerlangen. Wings Fürsorge gilt allerdings mehr dem ortsansässigen Verdächtigen, dem jungen Kleinkriminellen Sean Duke, genannt „Superboy“, als den Opfern des Diebstahls, die mit ihrer brutalen Methoden den Frieden in seinem County zu stören drohen.
Wolfgang Höbel liest den Roman als „Schurkenstück“, in dem sich „ein Kleinstadtsheriff als eine Art Zen-Meister in der Kunst der Kriegsführung gegen die Großkriminalität“ entpuppt und dabei „Witz und Weisheit der Hinterwäldler“ beweist. Hinter der vordergründigen Schlichtheit des Ich-Erzählers verbirgt sich laut Ulrich Baron eine durchaus elaborierte Ironie und hinter der „provinziellen Gauner- und Ehekomödie“ eine „Philosophie des Lebens und Lebenlassens“. Laut Hans Jörg Wangner erweist sich Castle Freeman abermals als „Meister des lakonischen Witzes“. Für Franziska Meister liest sich der Roman „wie ein Drehbuch zu einem Film der Coen-Brüder“, der eigentliche Protagonist des Romans sei allerdings Vermont und seine Bewohner.
In der Bearbeitung von Silke Hildebrandt produzierte der Südwestrundfunk 2018 ein Hörspiel nach dem Roman. Es sprachen unter anderem Thomas Krümmel, Thomas Niehaus, Claude de Demo, Stefan Haschke, Markus Scheumann und Antonia Mohr.

### Der Klügere lädt nach
Auch im Nachfolger Der Klügere lädt nach (im Englischen Original: Old Number Five, was sich auf das vierte, ehemals fünfte Gebot, Vater und Mutter zu ehren, bezieht) verfährt Sheriff Lucian Wing nach der Maxime, die Dinge sich möglichst selbst regeln zu lassen. Doch gleich mehrere Ereignisse setzen ihn privat und beruflich unter Druck: seine Frau Clemmie geht fremd, seine Mutter zeigt Anzeichen beginnender Demenz, der weibliche Deputy Gilfeather zeigt ungewohnten Arbeitseifer und der pensionierte Colonel Roark verlangt die Aufklärung einer Serie vermeintlicher Unfälle, bei denen Kleinkriminelle ihre Hand oder ihr Auge verloren haben. Wings Vorgänger Wingate vertritt die These, dass es manchmal doch Menschen braucht, die es selbst in die Hand nehmen, die Dinge zu regeln.
Sonja Hartl liest in der „Behaglichkeit der Provinz eine fiese, gemeine und ungemein doppelbödige Geschichte über Selbstjustiz und lang gehütete Geheimnisse.“ Der schon aus den Vorgängern bekannte „spezielle Umgang mit Recht und Vergeltung“ erfährt laut Stefan Fischer in Freemans drittem Vermon-Thriller „noch einmal eine Zuspitzung“, die den Sheriff selbst involviert. Hannes Hintermeier zieht das Fazit: „Gesetze? Moral? Ist was für die anderen, außerhalb des Tals.“
Für Georg Patzer bleibt „ein unguter Geschmack zurück“, und er fragt besorgt: „Regelt man die Dinge so in Vermont und umgebenden Staaten?“
Ali Cem Deniz liest nicht nur einen spannenden Krimi, sondern auch „ein gelungenes Portrait einer amerikanischen Kleinstadt“ mit einem lakonischen Humor, der ihn schmunzeln lässt. Gar von „philosophischen Miniaturen“ spricht Franziska Meister bei Sheriff Wings Betrachtungen. Für Hannes Hintermeier liest Christian Brückner im bei Parlando erschienenen Hörbuch den „North-Eastern […] wie einen Western“, wobei er „Filmbilder evoziert und den Text wie eine Wolke von Rasierwasser einhüllt“.
Eine Hörspielversion wurde 2023 erneut vom Südwestrundfunk produziert (Bearbeitung und Regie: Irene Schuck) mit Devid Striesow, Maja Schöne, Doris Wolters u. a.

## Veröffentlichungen

### Romane
- Judgment Hill (1997)
- My Life and Adventures (2002)
- Go With Me (2008)
  - deutsch: Männer mit Erfahrung. Aus dem Englischen von Dirk van Gunsteren. Nagel & Kimche, Zürich 2016, ISBN 978-3-312-00687-8.
- The Devil in the Valley (2015)
  - deutsch: Ein Mann mit vielen Talenten. Aus dem Englischen von Dirk van Gunsteren. Carl Hanser Verlag, München 2022, ISBN 978-3-446-27402-0.

Sheriff Lucian Wing
- All That I Have (2009)
  - deutsch: Auf die sanfte Tour. Aus dem Englischen von Dirk van Gunsteren. Nagel & Kimche, Zürich 2017, ISBN 978-3-312-01014-1.
- Old Number Five (2017)
  - deutsch: Der Klügere lädt nach. Aus dem Englischen von Dirk van Gunsteren. Nagel & Kimche, Zürich 2018, ISBN 978-3-312-01058-5.
- Children of the Valley (2020)
  - deutsch: Herren der Lage. Aus dem Englischen von Dirk van Gunsteren. Carl Hanser Verlag, München 2021, ISBN 978-3-446-27075-6.
- True minds. ((?))
  - deutsch: Treue Seele. Aus dem Englischen von Dirk van Gunsteren. Carl Hanser Verlag, München 2023, ISBN 978-3-446-27753-3.

### Kurzgeschichten
- The Bride of Ambrose and Other Stories (1987)
- Round Mountain: Twelve Stories (2012)

### Anderes
- Spring Snow: The Seasons of New England from The Old Farmer’s Almanac (Essays, 1995)
- A Stitch In Time: Townshend, Vermont, 1753–2003 (Stadtgeschichte, 2003)